# غار جوین
غار جوین (به لاتین: Ghar Javin) یک منطقهٔ مسکونی در افغانستان است که در ولسوالی شغنان واقع شده‌است.